# Traugott Schiess (Maler)
Traugott Schiess (* 14. November 1834 in St. Gallen; † 14. November 1869 in München; heimatberechtigt in Herisau) war ein Schweizer Landschaftsmaler und Künstler aus dem Kanton Appenzell Ausserrhoden.

## Leben
Traugott Schiess war ein Sohn von Johann Heinrich Schiess, Pfarrer. Im Jahr 1862 heiratete er Emilie Steffan, Tochter von Johann Gottfried Steffan. In St. Gallen absolvierte er eine Lehre im lithografischen Zeichnen. Von 1851 bis 1854 war er in Basel Schüler von Friedrich Horner. Ab 1854 war er in München ansässig. Dort besuchte er den Unterricht bei Friedrich Voltz und seinem späteren Schwiegervater Johann Gottfried Steffan. Die Sommermonate verbrachte er jeweils in der Schweiz. Er lernte Rudolf Koller kennen. In dessen Atelier in Zürich absolvierte er zwei kurze Studienaufenthalte. In München begegnete er Arnold Böcklin. Neben Tierbildern schuf Schiess hauptsächlich Gebirgs-, Wald- sowie Ideallandschaften.